# Rogny
Rogny és un municipi francès situat al departament de l'Aisne i a la regió dels Alts de França. L'any 2007 tenia 100 habitants.

## Demografia

### Població
El 2007 la població de fet de Rogny era de 100 persones. Hi havia 36 famílies de les quals 8 eren unipersonals (8 dones vivint soles i 8 dones vivint soles), 12 parelles sense fills, 12 parelles amb fills i 4 famílies monoparentals amb fills.
La població ha evolucionat segons el següent gràfic:
Habitants censats

### Habitatges
El 2007 hi havia 47 habitatges, 40 eren l'habitatge principal de la família, 3 eren segones residències i 5 estaven desocupats. Tots els 47 habitatges eren cases. Dels 40 habitatges principals, 32 estaven ocupats pels seus propietaris i 8 estaven llogats i ocupats pels llogaters; 1 tenia una cambra, 1 en tenia dues, 7 en tenien tres, 11 en tenien quatre i 20 en tenien cinc o més. 31 habitatges disposaven pel capbaix d'una plaça de pàrquing. A 16 habitatges hi havia un automòbil i a 16 n'hi havia dos o més.

### Piràmide de població
La piràmide de població per edats i sexe el 2009 era:
| Homes | Edats   | Dones |
| ----- | ------- | ----- |
| 0     | 95 o +  | 0     |
| 0     | 90 a 94 | 0     |
| 0     | 85 a 89 | 0     |
| 0     | 80 a 84 | 0     |
| 0     | 75 a 79 | 0     |
| 4     | 70 a 74 | 4     |
| 4     | 65 a 69 | 4     |
| 0     | 60 a 64 | 8     |
| 0     | 55 a 59 | 0     |
| 12    | 50 a 54 | 4     |
| 8     | 45 a 49 | 4     |
| 4     | 40 a 44 | 8     |
| 8     | 35 a 39 | 4     |
| 0     | 30 a 34 | 0     |
| 8     | 25 a 29 | 4     |
| 4     | 20 a 24 | 0     |
| 12    | 15 a 19 | 0     |
| 8     | 10 a 14 | 0     |
| 8     | 5 a 9   | 0     |
| 4     | 0 a 4   | 0     |

## Economia
El 2007 la població en edat de treballar era de 74 persones, 51 eren actives i 23 eren inactives. De les 51 persones actives 37 estaven ocupades (22 homes i 15 dones) i 14 estaven aturades (8 homes i 6 dones). De les 23 persones inactives 7 estaven jubilades, 5 estaven estudiant i 11 estaven classificades com a «altres inactius».
Activitats econòmiques
Dels 3 establiments que hi havia el 2007, 2 eren d'empreses de construcció i 1 d'una empresa de comerç i reparació d'automòbils.
L'únic servei als particulars que hi havia el 2009 era un paleta.
L'any 2000 a Rogny hi havia 5 explotacions agrícoles.

## Poblacions més properes
El següent diagrama mostra les poblacions més properes.